# Javor amurský
Javor amurský (Acer ginnala) je opadavá dřevina, často keřovitého vzrůstu.

## Rozšíření
Rozšířen byl původně na severovýchodě Asie od východního Mongolska po Koreu a Japonsko. Na sever je rozšířen až po Sibiř, údolí řeky Amur. Je pěstován jako ozdobný strom, nebo keř v parcích. V Čechách se pěstuje od roku 1865 (Hluboká).
Je to malý druh javoru s listy, které se výrazně oranžově, nebo červeně zbarvují na podzim.

## Popis
Opadavé dřeviny, malé stromy, nebo větší keře 3–4 m vysoké,s krátkým kmenem do 20–40 cm v průměru. Kůra je tenká, temně šedohnědá, hladká a na povrchu rozpraskaná u starých rostlin. V listy jsou vstřícné, jednoduché, 4–10 cm dlouhé a 3-6 široké, hluboce laločnatými, s třemi nebo pěti laloky a toho dvěma malými bazálními lalůčky (někdy se nevyskytují) a třemi většími vrcholovými lalůčky. Listy jsou hrubě a nepravidelně ozubené, a horní listová plocha je lesklá. Olistění mění barvu na zářivě oranžovou až červenou na podzim. Listy vyrůstají na štíhlých, často růžově zbarvených řapících 3–5 cm dlouhých. Květy mají žlutozelenou barvu, jsou 5–8 mm velké, a vyrůstají v širokých latách,na jaře obvykle v květnu. Plody jsou nažky, 8–10 mm velké s 1,5–2 cm dlouhým křídlem, zraje od pozdního léta do začátku podzimu. Jsou výrazně dekorativní a mají červenou barvu.

## Taxonomie
Javor amurský je blízce příbuzný s javorem tatarským (Acer tataricum) a někteří botanici jej pokládají za poddruh (A. tataricum subsp. ginnala (Maxim.) Wesm.). Liší viditelně lesklými, hluboce laločnatými listy druhu javor amurský (A. ginnala), v porovnání s matnými, někdy jen povrchně laločnatými listy u druhu javor tatarský A. tataricum.

### Odrůdy
- 'Compactum' (synonymum 'Bailey's Compact')
- 'Durand Dwarf'
- 'Embers', 'Flame', 'Red Fruit' a 'Mandy' (Red Rhapsody™).jsou odrůdy s atraktivně zbarvenými plody
- ‘Ruby Slippers’červené křidélka u plodů

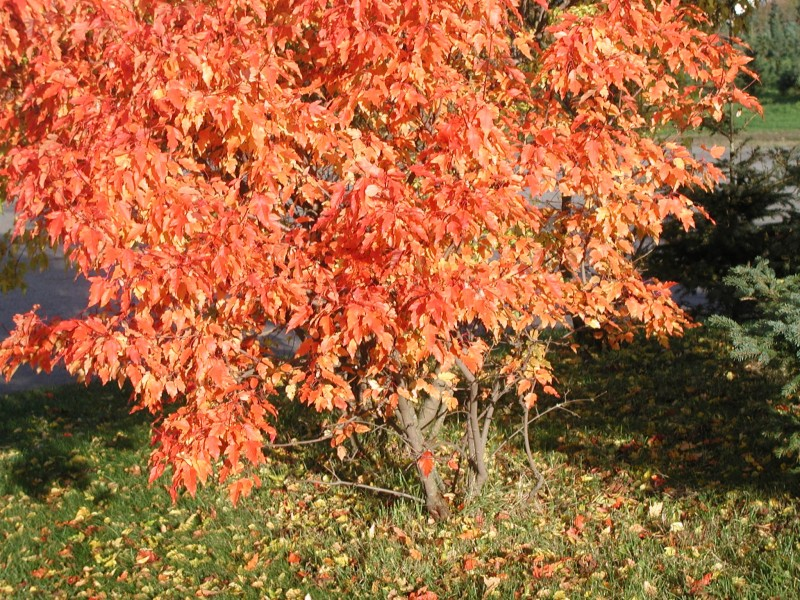
Zbarvení na podzim

## Pěstování a využití
Javor amurský se pěstuje jako okrasná rostlina v severních oblastech Evropy a Severní Ameriky, kde je to nejvíce mrazuvzdorný druh javoru. Rozšiřuje se v některých částech Severní Ameriky. V ČR lze javor amurský velmi dobře použít jako keř v anglickém parku, nebo velké zahradě. Lze jej využít ve francouzské zahradě, pro pravidelně řezané tvary. S přihlédnutím k tomu že hezké podzimní zbarvení olistění opadá a celou zimu je keř, nebo strom bez listí. Pro malé zahrady jsou vhodnější jiné druhy javoru se zajímavým nebo barevným celoročním olistěním, náročnější na ošetřování (např. Acer palmatum "Atropurpureum").
Je oceňován v Japonsku a jinde jako druh vhodný pro pěstování jako bonsai.

### Rozmnožování
Nejsnadněji výsevem, ale možné je i řízkování.

### Nároky
Je světlomilný, ale snese i přistínění. Daří se mu lépe ve vlhkých humózních půdách ale roste i na sušších stanovištích. Snáší exhalace. Velmi dobře snáší řez, obvykle netrpí škůdci.

## Invazivita
Je to nepůvodní, invazivní druh v části severní Ameriky.

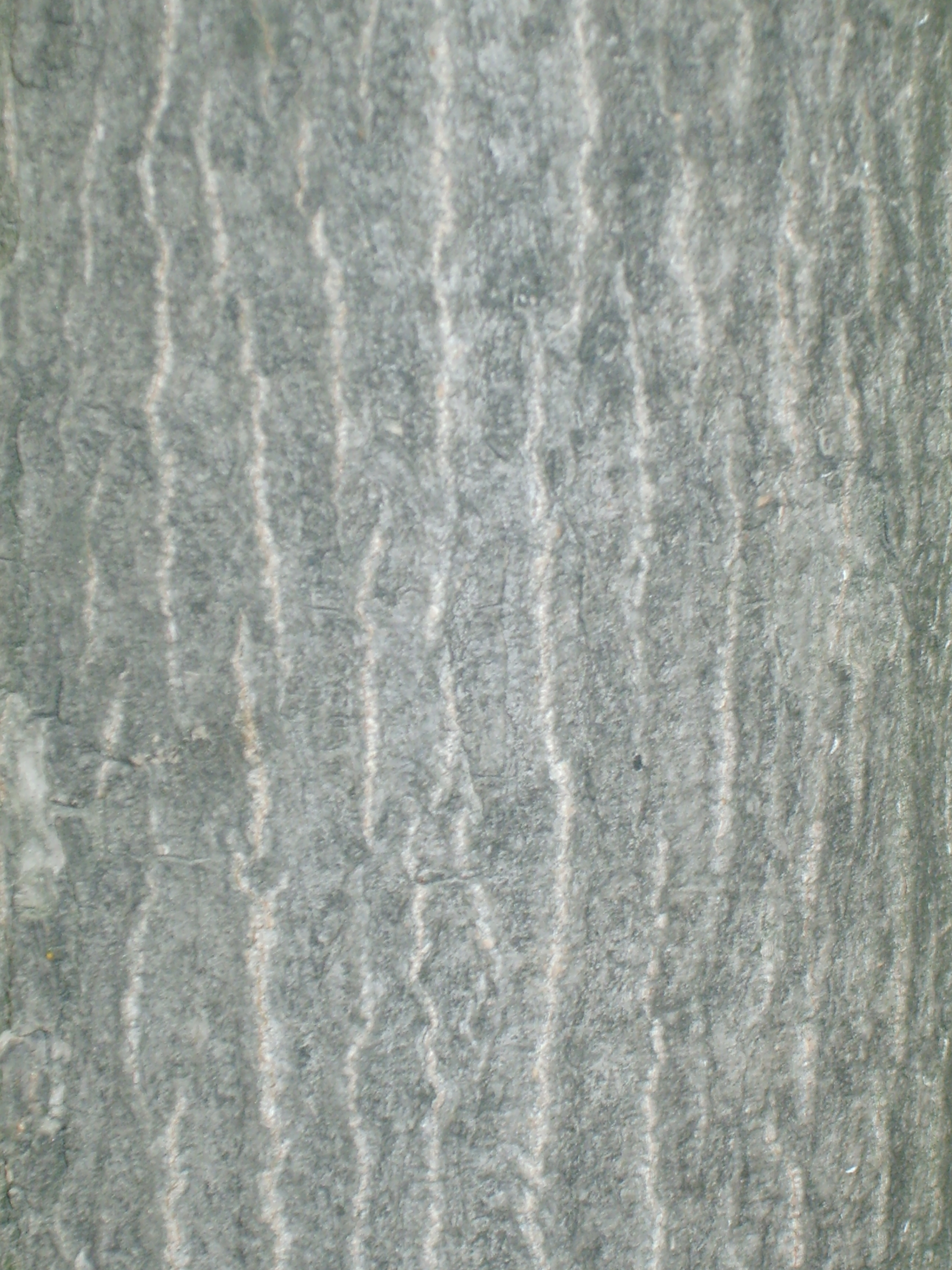
Kůra
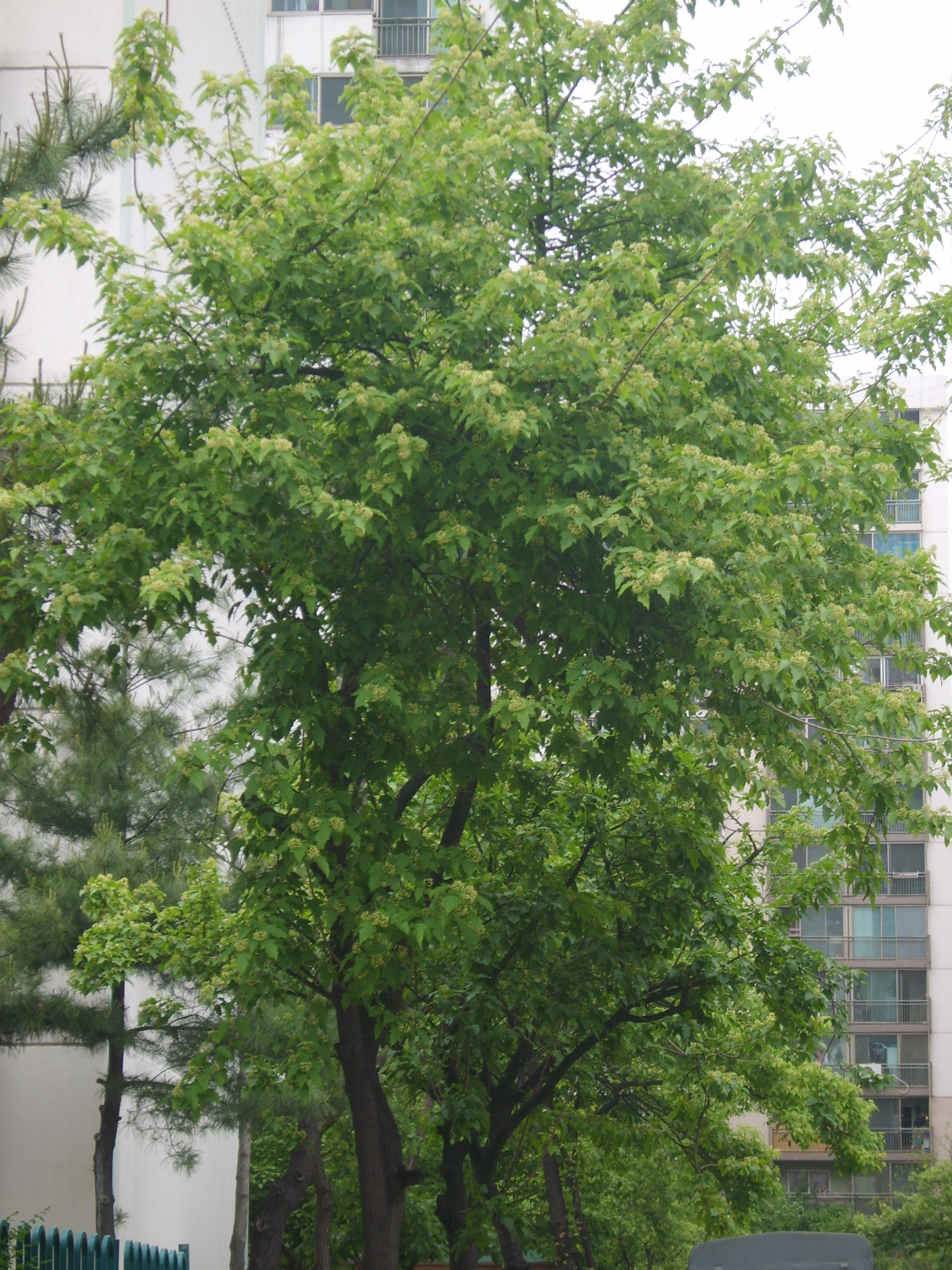
Habitus stromu
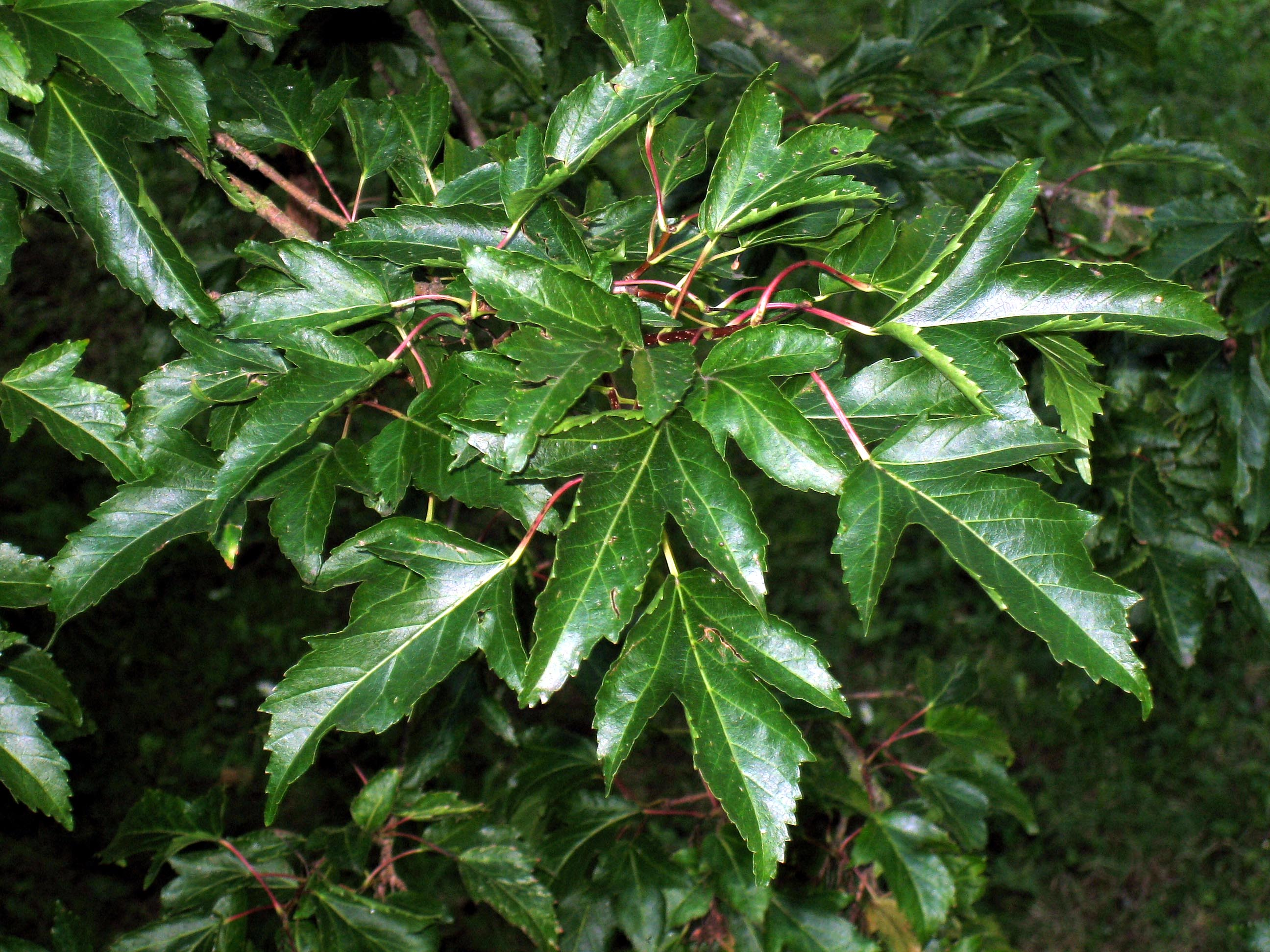
Listy
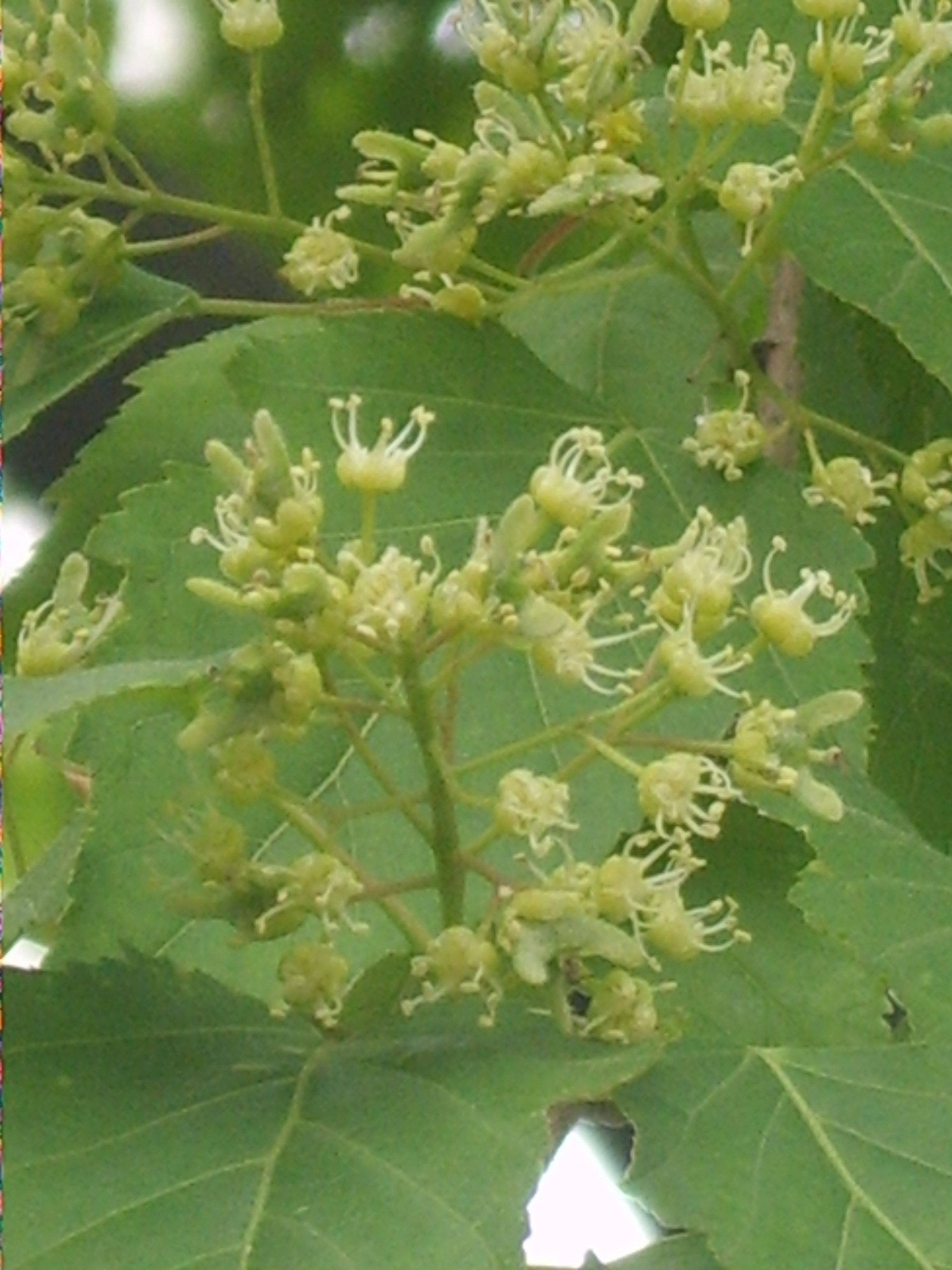
Květy